# Peter Baumbach
Peter Baumbach (* 8. März 1940 in Wenigensömmern; † 15. Februar 2022) war ein deutscher Architekt und Professor der Kunsthochschule Berlin-Weißensee.

## Leben

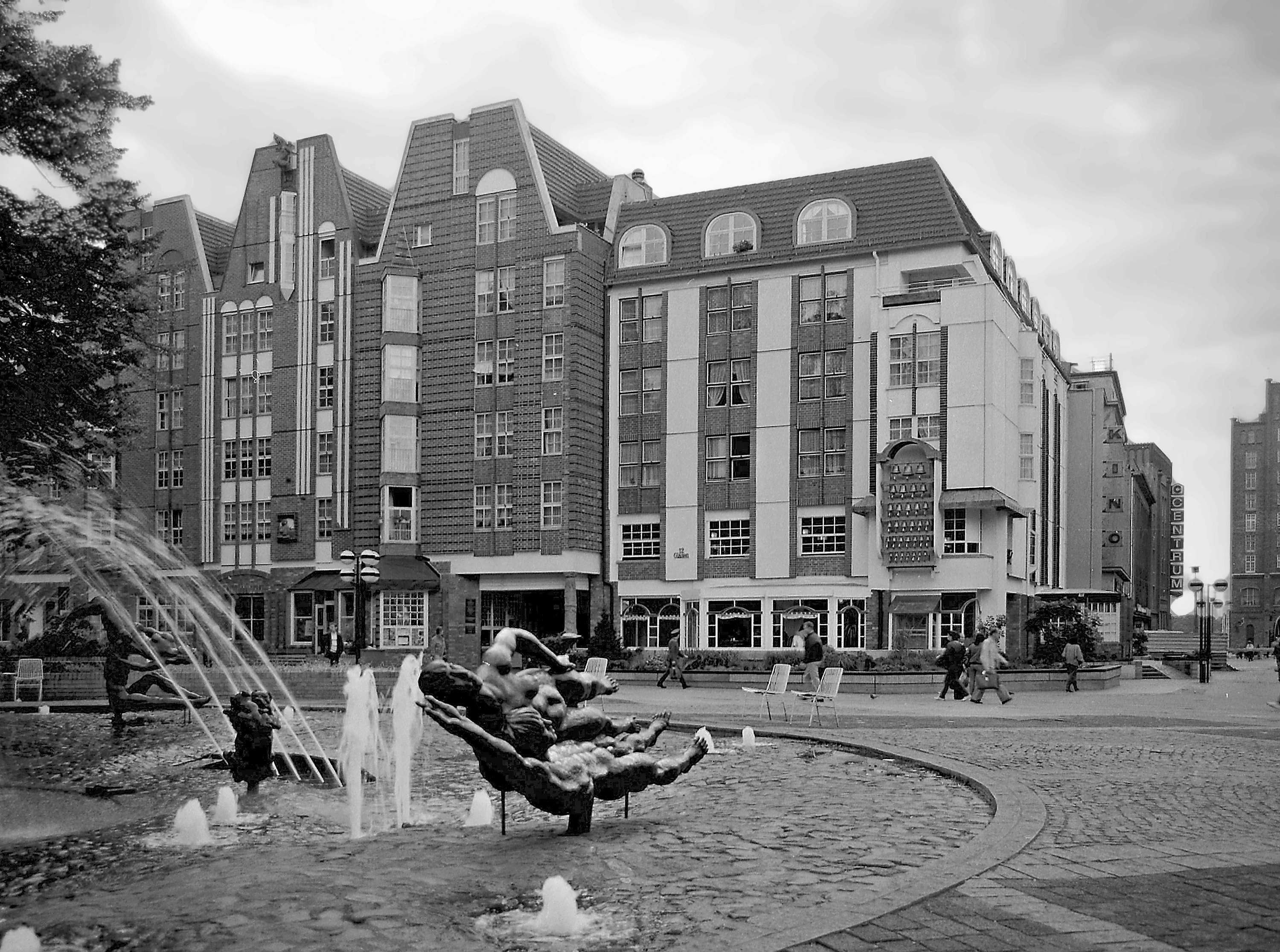
Das „Fünfgiebelhaus“ in Rostock, im Vordergrund der "Brunnen der Lebensfreude" von Reinhard Dietrich und Jo Jastram auf dem Universitätsplatz.

Baumbach studierte 1958 bis 1964 an der Technischen Universität Dresden u. a. bei Rolf Göpfert und Helmut Trauzettel. 1958 trat er der SED bei. Seit 1964 war er Technologe, Projektleiter und Hauptarchitekt im Wohnungsbaukombinat Rostock. Mitte der 1960er Jahre errang er mit seiner Frau Ute, ebenfalls Architektin, und einem weiteren Kollegen den zweiten Preis bei einem Wettbewerb zur architektonischen Gestaltung des Zentrums der Chemiearbeiterstadt Halle-West. Er projektierte das Großwohngebiet Evershagen im Nordwesten Rostocks nach dem von Hartmut Colden weiterentwickelten Bandstadt-Konzept mit Terrassenhochhäusern und Wohnschlangen, ab 1971 die Innenraumgestaltung des Hauptzentrums von Evershagen und ab 1980 den Bau lokal angepasster mehrgeschossiger Wohnhäuser in Rostock-Schmarl, bei denen unter Federführung von Baumbach und Wolfgang Urbanski bzw. Rudolf Lasch erstmals der Ausbruch aus der Zeilenbebauung gelang, indem über Mäanderstrukturen Straßen und Wohnräume auch im Plattenbau differenziert wurden.
1981 bis 1983 entstand als Rekonstruktion das Rostocker „Haus der Architekten“, 1986 nach einem Entwurf des Architektenkollektivs um Peter Baumbach und Erich Kaufmann unter Aufnahme traditioneller Elemente das „Fünfgiebelhaus“ am Universitätsplatz.
1983 wurde Baumbach Professor an der Kunsthochschule Berlin-Weißensee. 1987 bis 1989 war er Stadtarchitekt im City Council Addis Abeba. Er kehrte erst 1991 nach Rostock zurück und gründete ein eigenes Architektenbüro, zeitweise auch als Architektengemeinschaft mit seiner Frau und Michael Bräuer. Parallel nahm er ab 1992 wieder Lehraufträge an der Kunsthochschule Berlin-Weißensee wahr, wo er bereits seit 1982 eine Gastprofessur innehatte. 1993 folgte die Berufung zum Ordentlichen Professor.

## Ehrungen
- 1973: Nationalpreis der DDR II. Klasse für Kunst und Literatur
- 1975: Kunstpreis des FDGB
- 1977: Schinkelmedaille des BDA
- 1987: Nationalpreis der DDR III. Klasse für Kunst und Literatur